# Pteraster trigonodon
Pteraster trigonodon is een zeester uit de familie Pterasteridae.
De wetenschappelijke naam van de soort werd in 1910 gepubliceerd door Walter Kenrick Fisher.